# Cistícola costanera
La cistícola costanera (Cisticola haematocephalus) és una espècie d'ocell passeriforme de la família Cisticolidae.

## Hàbitat i distribució
Aquesta espècie és pròpia de les planícies costeres d'Àfrica oriental, entre els 5°N i 10°S (el sud de Somàlia i el nord-est de Tanzània).
L'hàbitat natural són los herbassars tropicals humits o estacionalment inundables i els aiguamolls.

## Taxonomia
Fou descrit científicament en 1868 per l'ornitòleg alemany Jean Cabanis.
Anteriorment fou considerada una subespècie de la cistícola ala-rogenca (Cisticola galactotes), però ara se les consideren espècies separades. No se li reconeixen subespècies diferenciades.